# Ancistrocrania abnormis
Espèce
Synonymes
- Crania abnormis Defrance & Hoeninghaus, 1828
- Crania rugosa Seguenza, 1866

Ancistrocrania abnormis est une espèce éteinte de brachiopodes de la famille également éteinte des Craniidae.

## Systématique
L'espèce Ancistrocrania abnormis a été initialement décrite en 1828 par Jacques Defrance et Friedrich Wilhelm Hoeninghaus (d) sous le protonyme de Crania rugosa. Elle a été attribuée au genre Ancistrocrania par Bertolaso et al. en 2009.